# Lebrel húngaro
El Lebrel húngaro o Galgo húngaro es una raza de galgo originaria de Hungría.

## Historia
Cuando los invasores magiares irrumpieron en el siglo IX en la Panonia romana, en Transilvania y en el valle medio del Danubio, llevaban consigo un lebrel proveniente de la región occidental de los Cárpatos. Según testimonios escritos de aquella época, ese pueblo era muy apasionado por la caza, para la cual utilizaba lebreles propios, cuya cepa se mezcló en el curso de los siglos con otras llegadas tanto de Oriente como de Occidente (entre los siglos XV y XVII habrían de encontrarse con lebreles turcos y asiáticos, probablemente antiguos salukis, los tazis, así como otros provenientes de África), que en el siglo XIX se perfeccionaron mediante el cruce con el galgo inglés, del que adquirieron una velocidad mayor.

## Descripción

### Movimiento
El paso es elástico. En vez de emplear un galope corto (por ejemplo, cuando se lo hace marchar junto a un coche lento), trota durante kilómetros. Su galope se parece al "vientre al suelo" del pura sangre, pero el dorso se arquea más. La manifestación de fuerza, velocidad, empuje, elasticidad y elegancia es imponente. Su presencia de espíritu es realmente notable: en plena carrera, tras una caída eventual, se recupera sin perder impulso. Su velocidad puede superar los 60 kilómetros por hora. Cuando es cachorro, en grupo, halla la misma satisfacción corriendo en círculo, sin meta. Cuando caza liebres corre constantemente con toda su fuerza; en un buen terreno, es capaz de mantener este ritmo durante cuatro minutos y más aún. A veces su carrera lo lleva al agotamiento total de sus recursos físicos; ejemplares demasiado grandes y en época de calor intenso pueden sufrir al final de la carrera una parálisis cardiaca. Es más tenaz pero menos veloz que el greyhound (galgo inglés). 

### Aspecto físico
El estándar no indica una altura determinada, pero sí el peso: de 27 a 31 kg los machos y de 22 a 26 kg las hembras. Se presenta con cabeza alargada, ligero stop, trufa negra, ojos de mirada sincera, orejas replegadas hacia atrás, cuello largo, extremidades delgadas, riñones muy musculados y arqueados, cola delgada y enroscada. El pelo es raso y liso, por lo que el animal siente el frío y tiembla con frecuencia. Los colores del manto pueden ser gris, negro, atigrado, manchado y, raramente, blanco.

## Carácter y utilización
El galgo húngaro es un perro afectuoso pero no festivo, bueno, leal, tenaz y fiel. 
Aun poseyendo un escaso olfato, es un excelente perro de caza para la liebre y el zorro corriendo. Se emplea también en los canódromos para perseguir la liebre mecánica en la carrera de galgos. Tiene una esperanza de vida de 12 a 14 años.